# Daniel Hechter
Daniel Hechter (* 30. Juli 1938 in Paris) ist ein französischer Modeschöpfer. Er wird zu den Wegbereitern des Prêt-à-porter gezählt.

## Leben und Wirken
Daniel Hechters Eltern stellten Konfektionskleidung her. 1942, im Alter von vier Jahren, floh Hechter mit seiner Mutter unter falschem Namen in den Süden Frankreichs, während sein Vater, Großvater und seine drei Onkel in Kriegsgefangenschaft waren. 1956 schloss Hechter eine Handelsschule ab und begann in einem Modegeschäft zu arbeiten. Zu dieser Zeit begannen Jacques Esterel und Louis Féraud, Hechters Entwürfe zu verkaufen. Einer größeren Öffentlichkeit bekannt wurde Hechter erstmals 1957, als Brigitte Bardot in dem Film Une Parisienne ein von ihm entworfenes Modell trug.
Nach seinem Militärdienst von 1958 bis 1960 arbeitete Hechter für Zyga Pianko und entwarf Modelle für das Modelabel Pierre d’Alby. Nach sechs Kollektionen für Pianko gründete Hechter 1962 zusammen mit seinem Freund Armand Orustein das Modeunternehmen Daniel Hechter Paris. Hechter verkaufte sportliche, bezahlbare Mode für die moderne Frau der Frauen- und Studentenbewegungen der 1960er Jahre. Später verlegte er sich darauf, aus seinen modischen Entwürfen Kollektionen für breite Käuferschichten herzustellen. Es folgten Kinder- und Männermodelinien sowie Ski- und Tennisbekleidung.
Hechters Mode war von seinem persönlichen Interesse für Sport inspiriert: So war er ab 1973 einer der größten Geldgeber des Fußballclubs Paris Saint-Germain, für den er persönlich ein neues Trikot entwarf. Von 1974 bis 1978 war er Vereinspräsident. Als der Klub wegen schwarzer Kassen in die Kritik geriet, legte er sein Amt nieder, blieb dem Ligafußball aber verbunden; zwischen 1986 und 1989 übernahm er noch einmal eine Führungsaufgabe, diesmal bei Racing Strasbourg. 1993 entwarf Hechter für den französischen Tennisverband die Kleidung der Schiedsrichter, 1998 die Kleidung der französischen Fußballnationalmannschaft. Von 1992 bis 1998 saß Hechter für die Liste Énergie Sud im Regionalrat der Region Provence-Alpes-Côte d’Azur.
In den Jahren 1997/98 verkaufte Hechter die Marke Daniel Hechter an den ehemaligen Lizenznehmer Miltenberger Otto Aulbach GmbH und zog nach Genf. Sein Roman Le Boss erschien im Jahr 2000. Er entwirft außerdem Möbel und besitzt eine Sammlung zeitgenössischer Kunst.
Sein Vermögen wurde 2014 auf 80 bis 165 Millionen Euro geschätzt.

## Privatleben
Hechter war zweimal verheiratet, zunächst mit Marika Hechter. Die gemeinsame Tochter Kareen wurde 1964 geboren. Marika Hechter starb 1970 bei einem Flugzeugabsturz. 1980 heiratete Hechter Jennifer Chambon, die 2011 verstarb. Das Paar trennte sich 1996.

## Schriften
- Le football business. Ramsay Image, Paris 1979, ISBN 2-85956-118-8.
- Le Boss. Lafon, Neuilly 2000, ISBN 2-84098-558-6.
- Daniel par Hechter: Mode, politique, PSG et autres coups de gueule. Pygmalion, Paris 2013, ISBN 978-2-7564-1165-1.